# لي زهي
لي زهي (بالصينية: 李喆) هو لاعب كرة قدم صيني في مركز الدفاع، ولد في 20 يونيو 1981 في شنيانغ في الصين. لعب مع نادي غوانغجو آر أند إف.

## وصلات خارجية
- لي زهي على موقع قاعدة بيانات كرة القدم.إي يو (الإنجليزية)
- لي زهي على موقع Soccerway.com (الإنجليزية)